# Commissario europeo per la giustizia, i diritti fondamentali e la cittadinanza
Il commissario europeo per la giustizia, i diritti fondamentali e la cittadinanza è un membro della Commissione europea. L'incarico è attualmente ricoperto dall'irlandese Michael McGrath.
Questo incarico è stato istituito nel 2010, dalla divisione delle competenze del precedente commissario europeo per la giustizia, la libertà e la sicurezza in uno dedicato alla giustizia ed un altro alla sicurezza (commissario europeo per gli affari interni). Questa divisione è stata compiuta per ottenere l'appoggio dei liberali alla Commissione Barroso II.

## Competenze
Per quanto riguarda il campo della giustizia, il commissario per la giustizia, i diritti fondamentali e la cittadinanza si occupa della legislazione civile e commerciale di competenza comunitaria, delle norme a tutela dei consumatori, degli aspetti del diritto di famiglia che riguardano l'UE, della cooperazione in materia di giustizia penale, dei diritti degli inquisiti, degli imputati e delle vittime di reati, delle politiche europee contro la droga e della creazione di una procura europea.
Per quanto riguarda i diritti fondamentali, il Commissario per la giustizia, i diritti fondamentali e la cittadinanza deve assicurarsi che le leggi europee e nazionali rispettino la Carta europea per i diritti fondamentali, promuove l'adesione dell'UE alla Convenzione europea sui diritti umani e le libertà fondamentali, si occupa della protezione dei dati personali, dei diritti dei bambini, della lotta contro le discriminazioni e delle politiche di uguaglianza di genere. 
Per quanto riguarda la cittadinanza, il Commissario per la giustizia, i diritti fondamentali e la cittadinanza si occupa della libera circolazione dei cittadini europei all'interno dell'UE, delle norme sulla protezione diplomatica dei cittadini europei all'estero, dell'iniziativa europea sulla cittadinanza e sulla politica di comunicazione della Commissione.
Al Commissario per la giustizia, i diritti fondamentali e la cittadinanza fa capo la Direzione Generale per la giustizia, attualmente diretta dalla francese Françoise Le Bail.

## Il commissario attuale
L'incarico è attualmente ricoperto dall'irlandese Michael McGrath.

## Cronologia
|    | Nome                     | Paese       | Commissione                           | Periodo          | Incarico                                                                                               |
| -- | ------------------------ | ----------- | ------------------------------------- | ---------------- | --- |
| 1  | Anita Gradin             | Svezia      | Commissione Santer, Commissione Marín | 1995–1999        | Immigrazione, giustizia e affari interni                                                               |
| 2  | António Vitorino         | Portogallo  | Commissione Prodi                     | 1999–2004        | Giustizia e affari interni                                                                             |
| 3  | Franco Frattini          | Italia      | Commissione Barroso I                 | 2004–2008        | Giustizia, libertà e sicurezza                                                                         |
| 4  | Jacques Barrot           | Francia     | Commissione Barroso I                 | 2008–2010        | Giustizia, libertà e sicurezza                                                                         |
| 5  | Viviane Reding           | Lussemburgo | Commissione Barroso II                | 2010-2014        | Giustizia, diritti fondamentali e cittadinanza                                                         |
| -  | Johannes Hahn ad interim | Austria     | Commissione Barroso II                | 2014             | Giustizia, diritti fondamentali e cittadinanza                                                         |
| 6  | Martine Reicherts        | Lussemburgo | Commissione Barroso II                | 2014             | Giustizia, diritti fondamentali e cittadinanza                                                         |
| 7  | Frans Timmermans         | Paesi Bassi | Commissione Juncker                   | 2014-2019        | Migliore legislazione, relazioni interistituzionali, stato di diritto e carta dei diritti fondamentali |
| 8  | Věra Jourová             | Rep. Ceca   | Commissione Juncker                   | 2014-2019        | Giustizia, tutela dei consumatori e uguaglianza di genere                                              |
| 9  | Didier Reynders          | Belgio      | Commissione von der Leyen I           | 2019-2024        | Giustizia                                                                                              |
| 10 | Michael McGrath          | Irlanda     | Commissione von der Leyen II          | 2024 - in carica | Democrazia, giustizia, stato di diritto e tutela dei consumatori                                       |